# L'ornitorinco
Collana editoriale edita da Rizzoli tra gli anni '70 e '80, diretta da Ippolito Pizzetti. Conta di 43 volumi tutti incentrati su natura, etologia e giardinaggio.

## Volumi pubblicati
- Del Giardino, Vita Sackville West, 1975
- Il giardino ben temperato, Christopher Lloyd, 1976
- Caccie e costumi degli uccelli silvani, Alberto Bacchi Della Lega, 1976
- Storie Naturali, Jules Renard, 1977
- Il giardino degli aromi, Giampaolo Porlezza Taroni, 1977
- L'anello di acque lucenti, Maxwell Gavin, 1977 (seconda edizione 1980)
- La gabbia senza sbarre, Soper Tony, 1978
- Guida alla flora mediterranea, Oleg Polunin, Anthony Huxley, 1978
- Il giardino naturale, Roger Grounds, 1978
- La baia degli ontani, Gavin Maxwell, 1979
- La vita delle api, Maurice Maeterlinck, 1979
- Il falco pellegrino, J.A. Baker, 1979
- La vita delle termiti, Maurice Maeterlinck, 1980
- I cacciatori di piante, Tyler Whittle, 1980
- Che fiore è?, Dietmar Aichele, 1980
- Le rose rampicanti, Graham Stuart Thomas, 1980
- Profumi ritrovati, Francesca Marzotto Caotorta, 1980
- Lo zoo aperto, Danilo Mainardi, 1981
- I rapaci d'Italia e d'Europa, Mario Chiavetta, 1981
- Erboristeria sul balcone, Henri Pierre Guerin, Anne Guyot, Sophie Rastoin, Philippe Thiebaut, 1981
- Le rose antiche da giardino, Graham Stuart Thomas, 1981
- Le orchidee, Rebecca Tyson Northen, 1981
- Un giardino mediterraneo, Lavinia Taverna, 1982
- I frutti tropicali in Italia, Guglielmo Betto, 1982
- L'insetto, Jules Michelet, 1982
- I segreti dei colori naturali, Francesca Marzotto Caotorta, 1982
- Il grande libro degli acquari, Ippolito Pizzetti, 1982
- Colline d'estate, J.A. Baker, 1983
- Averli in casa, Mainardi Marisa, 1983
- Flora privata di Capri, Edwin Cerio, 1983
- Farfalle d'Italia e d'Europa, L.G. Higgins, N.D. Riley, 1983
- Etologia da camera, Giorgio Celli, 1983
- I cani, Michele Lessona, 1983
- I devastatori, Jean Henri Fabre, 1984
- Giardino e paesaggio, Hermann Furst von Puckler Muskau, 1984
- Lo zoo aperto - Seconda serie, Danilo Mainardi, 1984
- Il popolo delle rocce, Sandro Lovari, 1984
- Piante e magia, Lydia Cabrera, 1984
- Tracce, Robyn Davidson, 1984
- Gli ausiliari, Jean Henri Fabre, 1985
- La salamandra, Duccio Canestrini, 1985
- Le piante rampicanti, Guglielmo Betto, 1986
- I tropici in casa, Eva Hulsmann, 1986